# Adamów (powiat miński)
Adamów – wieś sołecka w Polsce położona w województwie mazowieckim, w powiecie mińskim, w gminie Dobre.
W latach 1975–1998 miejscowość należała administracyjnie do województwa siedleckiego.